# سرفشارك
خدمة سيرفشارك في. بي. إن. هي أداة خصوصية رقمية توفرها شركة الأمن السيبراني، سيرفشارك. وهي تقدم أيضا نظام رصد التسريبات، أداة بحث خصوصية، مضاد فايروسات، وكذا نظام آلي لحذف البيانات الشخصية.
في سنة 2021، اندمجت سيرفشارك مع شركة نورد سيكيوريتي. ولكن الشركتين لا تزالان تعملان بشكل مستقل.
يوجد مقر سيرفشارك في هولندا. وهي تتوفر أيضا على مكاتب في كل من لتوانيا، بولندا، وألمانيا.

## لمحة تاريخية
تم إطلاق سيرفشارك في سنة 2018 لدى إعلانها إطلاق تطبيق شبكة افتراضية خاصة الأول الخاص بها والموجه لأجهزة أي. أو. إس. وقد خضعت امتدادات المتصفح الخاصة بشركة سيرفشارك في سنة 2018 لافتحاص خارجي قامت به شركة أمن سيبراني ألمانية اسمها كيور53.
في سنة 2019، قامت سيرفشارك بإطلاق منتجات "سيرفشارك أليرت" و"سيرفشارك سورتش"، ليشرعا في أنشطتهما البحثية والتي أسفرت عن إطلاق أول مؤشر لجودة الحياة الرقمية (DQL).
لاحقا في نفس السنة، ارتقت سيرفشارك لتصير واحدة من بين حزم الشبكة الافتراضية الخاصة العشر الأولى التي تتلقى ختم الاعتماد الرسمي من قبل معهد الأمن المعلوماتي المستقل المسمى آفي-تيست.
في سنة 2020، انتقلت سيرفشارك للعمل بخوادم ذاكرة وصول عشوائي بنسبة 100%، ثم أطلقت واير غوارد، لتصير بعد ذلك من بين المؤسسين لمبادرة في. بي. إن. تراست. لاحقا في سنة 2020، حصلت سيرفشارك على تصنيف أفضل خدمة شبكة افتراضية خاصة لسنة 2020 من قبل سي. إن. إن.
في سنة 2021، حصلت سيرفشارك على تصنيف كأفضل خدمة شبكة افتراضية خاصة من قبل تراستد ريفيو أواردس. قامت سيرفشارك في نفس السنة أيضا بإطلاق منتجي "سيرفشارك أنتيفايروس" و"إنكوغنيتو". فازت سيرفشارك أيضا بجائزة بي. سي. ماك إديتورز تشويس، كما اجتازت بنجاح افتحاصا خارجيا قامت به كيور53.
في منتصف سنة 2021، أطلقت سيرفشارك عملية الاندماج مع نورد سيكيوريتي، وهي الشركة الأم لخدمة نورد في. بي. إن. الشهيرة. تم الانتهاء من عملية الاندماج في أوائل سنة 2022، حيث استمرت العلامتان في العمل بشكل مستقل.
في غشت سنة 2022، قامت سيرفشارك بعقد شراكة حصرية مع خدمة مراقبة الحقوق الرقمية نتبلوكس من أجل تعزيز التقارير حول عمليات انقطاع الإنترنت.
لاحقا في سنة 2022، قامت سيرفشارك بإغلاق خوادمها المادية في الهند تفاعلا مع أمر سيرت-إن الموجه لشركات الشبكات الافتراضية الخاصة والقاضي بتخزين بيانات المستهلكين الخاصة لمدة خمس سنوات. في نفس السنة، قامت سيرفشارك بإطلاق سيرفشارك نكسوس، وحصلت رفقة نورد سيكيوريتي على وضعية يونيكورن، أطلقت لينوكس جي. يو. آي. ووصلت إلى 100 خادم في مواقع في دول مختلفة، وتم إدراجها ضمن لائحة سي. نيت الشاملة لأفضل الشبكات الافتراضية الخاصة.

## التكنولوجيا
في شهر دجنبر سنة 2019، قامت سيرفشارك بتفعيل جي بي إس- سبوفينغ من أجل أجهزة أندرويد، مما صار يتيح للمستخدمين إمكانية إخفاء الموقع الجغرافي لأجهزتهم من خلال نقله إلى واحد من مواقع الخوادم الأخرى. تستخدم سيرفشارك في تطبيقاتها بروتوكولات IKEv2 وأوبن في. بي. إن. ويتم تشفير كل البيانات المنقولة عبر خوادم سيرفشارك باستعمال معيار التشفير AES-256-GCM. في نفس السنة، قامت سيرفشارك بإطلاق "سيرفشارك أليرت" و"سيرفشارك ريسورش".
في سنة 2021، قامت سيرفشارك بإطلاق "سيرفشارك أنتفايروس" و"إنكوغني". في نفس السنة، قامت سيرفشارك أيضا بإطلاق حاجب ملفات التعريف المنبثقة، مركز إخطار داخل التطبيق، امتدادات متصفح جديدة، تطبيق ماك أو. إس، ثم شرعت في نقل خوادمها إلى 10 غيغابايتس.
في فبراير سنة 2022، قامت سيرفشارك بإطلاق تكنولوجيا سيرفشارك نيكسوس.
في ماي سنة 2022، قامت سيرفشارك بالإعلان عن لينوكس جي. يو. آي، إضافة حماية في الزمن الحقيقي إلى مضاد الفايروسات سيرفشارك وأضافت خاصية إيقاف مؤقت إلى تطببق الشبكة الافتراضية الخاصة.
في غشت سنة 2022، قامت سيرفشارك بإضافة خاصية ارتباط وايركوارد بشكل يديوي.

## الميزات
قامت سيرفشارك بتطوير تطبيقات باستخدام جي. يو. آي من أجل أجهزة أي. أو. إس.، ماك أو. إس.، أندرويد، ويندوز، ولينوكس. وهي تتوفر على امتدادات متصفح خاصة بمتصفحات كروم، فايرفوكس، ومايكروسوفت إدج. توفر سيرفشارك أيضا خدمات الارتباط بالموزعات، الأجهزة، والتلفزيون.
تقبل شركة سيرفشارك طرق الدفع المجهولة، وليس لها قيود على النطاق الترددي. زيادة على ذلك فهي تستخدم خوادم ذاكرة الوصول العشوائي فقط، وتعتمد سياسة صارمة لعدم الاحتفاظ بالسجلات. تقدم سيرفشارك بروتوكولات الارتباط أوبن في. بي. إن، IKEv2، ووايركوارد (من أجل التطبيقات والإعدادات اليدوية) وذلك من أجل ارتباط آمن بخوادم الشبكة الافتراضية الخاصة.
من بين الميزات الأخرى التي تقدمها خدمة سيرفشارك في. بي. إن. هناك: كيل سويتش، بوز في. بي. إن.، دايناميك مالتيهوب (خدمة شبكة افتراضية ثنائية ومخصصة)، أوبفيسكايشون، أي. بي. روتيايتور، جي. بي. إس. سبوفينغ، سمارت دي. إن. إس، وباي باسر (التنفيق المنفصل).
توفر سيرفشارك أيضا خاصية منع الإعلانات والبرامج الخبيثة، كلين ويب، التي تعمل على حجب الإعلانات على مستوى دي. إن. إس. كما تسمح أيضا بارتباطات متزامنة ولا محدودة.

## البحث
في سنة 2020، أجرت سيرفشارك بحثا لتقييم جودة ورفاهية الحياة الرقمية لمستخدمي الإنترنت. يجري تحيين البحث كل ثلاثة أشهر، واختيار البلدان الأفضل أداء بناء على القدرة على تحمل تكاليف الإنترنت، جودتها، والبنية التحتية الإلكترونية، والأمن، والسياسة الحكومية.
فضلا عن أبحاث دي. كيو. إل.، تقوم سيرفشارك أيضا بدراسة مستوى الرقابة على وسائل التواصل الاجتماعي في جميع أنحاء العالم، وإغلاقات الإنترنت، والمراقبة الحكومية. تتم إضافة بيانات جديدة بمجرد انقطاع الاتصال بالإنترنت في أي من البلدان، أو قيام سلطة المراقبة الحكومية لخصوصية مستخدمي الإنترنت.
عملت سيرفشارك على امتداد سنوات على جمع بيانات حول القوانين المتعلقة بالإنترنت، اختراقات البيانات على المستوى العالمي، وكذا نقاط ضعفها.

## الشراكات
تعتبر سيرفشارك واحدة من الأعضاء المؤسسين ل مبادرة في. بي. إن تراست، والتي تم تأسيسها سنة 2020. يتقيد كل الأعضاء بمبادئ في. تي. آي، مما يضمن أمن الشركات الأعضاء، موثوقيتها، وشفافيتها إزاء مستخدميها.
في غشت سنة 2022، قامت سيرفشارك بتوحيد جهودها مع منظمة مراقبة الإنترنت – نيت بلوكس. انطلقت الشراكة كتوافق طبيعي لرؤى المنظمات وأهدافها المشتركة - تعزيز الوعي وتوفير المزيد من المسارات لنشر أخبار اضطرابات الإنترنت على مستوى العالم.
في سنة 2022، انضمت سيرفشارك إلى إي. دي. آر. آي، وهي أكبر شبكة أوربية تهتم بالدفاع عن الحقوق والحريات الرقمية. في نفس السنة، انضمت سيرفشارك إلى التحالف الدولي للتشفير (GEC) من أجل توفير خدمات تشفير أكثر قوة.
قامت سيرفشارك أيضا بالتعاون مع إنترنت سوسايتي من أجل تعزيز الوعي ب سبلينترنت ومنظمة إليكترونيك فرونتيير فواندايشن(EFF) من أجل مناقشة تكنولوجيا المراقبة.

## الجوائز
● أفضل خدمة شبكة افتراضية خاصة للسنة ضمن جوائز سايبر سيكيوريتي بريكترو لسنة 2022.
● اختيار المحررين ل سي. نيت أكتوبر 2022.
● خدمة كنال تيك للشبكة الافتراضية الخاصة الأكثر انتشارا في سنة 2022 (البرازيل).
● منتج بيسيورلد المعتمد 2022 (بولندا).
● شهادة سيرفشارك لنشرة مضادات الفايروسات.
● سورسفورج فال كاتيغوري ليدر 2022.
● تطبيق تيك رايدار للتطبيقات الضرورية للعمل عن بعد 2021.
● مراجعة تراستد ريفيو لأفضل شبكة افتراضية خاصة لسنة 2022.
● الجائزة الذهبية للتميز في الأمن السيبراني سنة 2021.

## وصلات خارجية
- الموقع الرسمي